# Наслідки Brexit для Гібралтару
Вплив Brexit на Гібралтар стосується статусу Гібралтару після виходу Сполученого Королівства з Європейського Союзу . Велика Британія вийшла з ЄС 31 січня 2020 року після того, як проголосувала за вихід на референдумі 2016 року та офіційно повідомила ЄС про свій намір вийти в березні 2017 року. Гібралтар не є частиною Сполученого Королівства, але на відміну від усіх інших британських заморських територій він був частиною Європейського Союзу разом із Великою Британією. Вона брала участь у референдумі щодо Brexit і за замовчуванням припинила бути частиною ЄС після виходу Великої Британії.
Позиція Гібралтару під час процесу виходу Великої Британії з Європейського Союзу викликала конкретні питання під час переговорів щодо Brexit . Під час референдуму Гібралтар рішуче проголосував за те, щоб залишитися в Європейському Союзі, і його унікальна ситуація створила потенційні труднощі через претензії Іспанії на Гібралтар, великий внесок азартних ігор в Інтернеті, офшорних банківських операцій і безмитних покупок в економіку Гібралтару, і висока ймовірність того, що Гібралтар перестане бути частиною єдиного ринку .

## Історія
До 2020 року Гібралтар був частиною Європейського Союзу, приєднавшись до Європейського співтовариства (попередника Європейського Союзу) через Акт про Європейські співтовариства 1972 року (Велика Британія), який надав чинності Договору про приєднання 1972 року, як залежна територія Сполученого Королівства . Його статус у Європейському Союзі відповідав тодішній статті 227(4) Договору про заснування Європейського Співтовариства, що охоплював спеціальні території держав-членів, за винятком деяких сфер, таких як Митний союз Європейського Союзу, Спільна сільськогосподарська політика та Шенгенська зона. Це була єдина британська заморська територія, що входила до Європейського Союзу.

### Статус Гібралтару на виборах до ЄС
Гібралтар не брав участі в референдумі про членство Великої Британії в Європейських Співтовариствах 1975 року, результат якого мав прямий вплив на колонію. Він також не брав участі в жодних виборах до Європейського парламенту між 1979 і 1999 роками, але в 2002 році британський парламент прийняв закон, який дозволив Гібралтару формально брати участь у виборах до Європейського парламенту 2004 року як частина виборчого округу Південно-Західної Англії на всіх наступних європейських виборах. . Після несподіваної перемоги консерваторів на виборах у травні 2015 року було оголошено, що Гібралтар повною мірою братиме участь у запропонованому референдумі щодо подальшого членства в ЄС, і це було закріплено в Законі про референдум Європейського Союзу 2015 року . Гібралтар був унікальним у тому, що він був єдиною британською заморською територією в Європейському Союзі (ЄС), і, отже, був єдиною такою територією з правом голосу на виборах до ЄС і референдумі щодо Brexit.

### Перед референдумом 2016 року
У 2015 році головний міністр Гібралтару Фабіан Пікардо припустив, що Гібралтар спробує залишитися частиною ЄС у випадку, якщо Велика Британія проголосує за вихід, але підтвердив, що, незалежно від результату, територія залишатиметься британським за кордоном території. У листі до спеціального комітету із закордонних справ Великої Британії він попросив, щоб Гібралтар був розглянутий у переговорах після Brexit.
Перед референдумом Хосе Гарсія-Маргальо, тодішній міністр закордонних справ Іспанії, заявив, що в разі Brexit Гібралтар не матиме доступу до єдиного ринку, якщо на перехідний період не буде узгоджено формулу, яка надає Іспанії співсуверенітет. . Після референдуму він сприйняв результат як збільшення шансів на іспанський прапор на Гібралтарі. Він також сказав, що Іспанія буде прагнути до переговорів щодо Гібралтару, статус якого є спірним, «вже наступного дня» після виходу Британії з ЄС.

### Референдум
Закон про Європейський Союз (референдум) 2016 року (Гібралтар) був прийнятий парламентом Гібралтару та введений в Гібралтарі після того, як парламент Великої Британії ухвалив Закон про референдум Європейського Союзу 2015 року
Під час кампанії, яка передувала національному референдуму Сполученого Королівства щодо виходу з Європейського Союзу (відомого як " Brexit "), уряд Іспанії попереджав, що якщо Сполучене Королівство вирішить вийти, Іспанія намагатиметься відновити контроль над Гібралтаром. Головний міністр Гібралтару Фабіан Пікардо попередив Велику Британію про загрозу безпеці Гібралтару через Brexit. Усі три партії, представлені в законодавчому органі, підтримали залишатися в ЄС під час референдуму, а кампанія «Залишитися» була відома як Гібралтар сильніший у Європі.
Результати референдуму в Гібралтарі були оголошені вранці в п'ятницю, 24 червня 2016 року, лічильником і секретарем парламенту Гібралтару Полом Мартінесом в Університеті Гібралтару о 00:40 за центральним часом, що зробило його першим із 382 дільниць для голосування, і його результати були внесені до регіонального підрахунку Південно-Західної Англії, а потім загальний національний підрахунок. Результат показав, що 95,9 % виборців Гібралтару залишилися залишитися при явці 84 %. Загалом Велика Британія проголосувала 51,9 % проти 48,1 % за вихід з Європейського Союзу

## Гібралтар у переговорах щодо Brexit
Гібралтар не мав прямого впливу на переговори між Великою Британією та 27 іншими країнами Європейського Союзу (ЄС-27), оскільки обов'язок і відповідальність за зовнішні справи покладається на Велику Британію, як і обов'язки оборони та внутрішньої безпеки Гібралтару. :11
Робін Вокер, член парламенту, заступник державного секретаря парламенту з питань виходу з Європейського Союзу, відвідав Гібралтар у березні 2017 року, щоб обговорити Brexit з Фабіаном Пікардо (головним міністром Гібралтару) та Джозефом Гарсією (заступником головного міністра Гібралтару).
У зв'язку з наближенням переговорів щодо Brexit Палата лордів підготувала звіт під назвою «Brexit: Гібралтар».
Європейська Рада оприлюднила серію вказівок для ЄС-27 щодо переговорів щодо виходу. У цих керівних принципах основний принцип № 22 зазначав, що «після того, як Сполучене Королівство покине Союз, жодна угода між ЄС і Сполученим Королівством не може застосовуватися до території Гібралтару без угоди між Королівством Іспанія та Сполученим Королівством». Консервативний депутат, який виступає за Brexit, Джек Лопресті вважав ганебним те, що ЄС намагався дозволити Іспанії накласти ефективне вето на майбутнє британської суверенної території, ігноруючи волю народу Гібралтару. Міністр закордонних справ Борис Джонсон знову підтвердив прихильність Сполученого Королівства Гібралтару.
Естебан Гонсалес Понс, іспанський депутат Європарламенту та голова робочої групи Європейської народної партії з Brexit, зустрівся з міністром з європейських справ Ірландії Дарою Мерфі в травні, коли він (Понс) назвав Гібралтар «колонією» та наполягав на підтримці Іспанії. позицію, що статус Гібралтару є двостороннім питанням, яке мають вирішити виключно Велика Британія та Іспанія. Ірландія визнала, що це питання є двостороннім, але хотіла уникнути паралелей зі статусом Північної Ірландії . Мерфі заявив, що «Ірландія вирішуватиме питання щодо характеру відносин Гібралтару з Європейським Союзом після Brexit, коли вони виникнуть під час переговорів про майбутні відносини Великої Британії з Європейським Союзом».
У квітні 2017 року колишній директор відділу оперативних можливостей Міністерства оборони Великої Британії, контр-адмірал Кріс Паррі, сказав: «Ми можемо скалічити Іспанію в середньостроковій перспективі, і я думаю, що американці, ймовірно, також підтримають нас», якби справа дійшла до війни. Гібралтар, хоча він не вірив, що війна ймовірна. 

## Ключові питання

### Суверенітет
Наступного дня після результатів виконувач обов'язків міністра закордонних справ Іспанії Хосе Мануель Гарсія-Маргальо знову закликав до спільного іспансько-британського контролю над півостровом. Ці заклики були рішуче відкинуті головним міністром Гібралтару . Після результатів Іспанія підтвердила свою позицію, що вона хоче керувати Гібралтаром спільно з Великою Британією, і заявила, що намагатиметься заблокувати Гібралтар від участі в переговорах щодо майбутніх угод між Великою Британією та ЄС.
У квітні 2017 року прем'єр-міністр Великої Британії Тереза Мей повторила, що «Велика Британія шукатиме найкращу можливу угоду для Гібралтару, коли Велика Британія вийде з ЄС, і не буде жодних переговорів щодо суверенітету Гібралтару без згоди його народу».
У квітні 2018 року міністр закордонних справ Іспанії Альфонсо Дастіс оголосив, що Іспанія сподівається підписати двосторонню угоду з Великою Британією щодо Гібралтару до жовтня, щоб не перешкоджати перехідній угоді щодо Brexit. Переговори між Лондоном і Мадридом просувалися добре. Повторюючи довгострокову мету Іспанії «відновити» Гібралтар, він сказав, що Іспанія не буде тримати Гібралтар як «заручника» переговорів з ЄС.

### Рух через кордон
Виникали питання щодо майбутнього вільного руху на кордоні Гібралтар–Іспанія .

#### Люди
Гібралтар, як і Велика Британія, був поза Шенгенської зоною . Таким чином, усі люди, які перетинають кордон до/з Іспанії, завжди повинні проходити британські та іспанські прикордонні контрольні пункти. За оцінками, понад 15 000 людей живуть у Ла-Лінеа в Іспанії, але працюють у Гібралтарі. (У Ла-Лінеї рівень безробіття становить 35 %, тоді як у Гібралтарі рівень безробіття становить 1 %.)

#### товари
Гібралтар ніколи не був частиною митного союзу ЄС, тому вже були більш ретельні перевірки товарів, що переміщуються через іспансько-гібралтарський кордон.

#### Повітряна подорож
У 2017 році іспанський дипломат зазначив, що будь-яка угода про права авіакомпаній на посадку для рейсів між ЄС і Великою Британією, узгоджена під час переговорів щодо Brexit, не застосовуватиметься до міжнародного аеропорту Гібралтару. Однак протягом 2018—2019 років жоден рейс із використанням аеропорту не здійснювався до країн ЄС, а скоріше до Великої Британії чи Марокко, маршрутів, на які не вплинув Brexit. Альтернативний аеропорт з багатьма рейсами до країн ЄС — це аеропорт Малаги, розташований на відстані 125 кілометрів (78 миль) від Гібралтару.

### Фінансова галузь
Передбачаючи втрату доступу до ринків ЄС у результаті Brexit, уряд Гібралтару отримав «тверде зобов'язання від уряду Сполученого Королівства підтримувати та розширювати доступ до своїх фінансових ринків», включаючи «автоматичний доступ до Сполученого Королівства в банківській сфері, страхування, інвестиційні послуги та будь-які інші подібні сфери, де зараз застосовуються транскордонні директиви».
Фінтех- компанії, такі як Payoneer, перенесли свої офіси з Гібралтару до Ірландії, основної англомовної країни, що залишилася в ЄС, у результаті Brexit.
4 березня 2019 року Велика Британія та Іспанія підписали угоду про оподаткування Гібралтару. Це був перший договір за 300 років, який прямо згадував Гібралтар. Угода набула чинності 4 березня 2021 року та започаткувала поглиблену співпрацю між Іспанією та Британською заморською територією. Відповідно до угоди Гібралтар надає Іспанії регулярну інформацію про тих іспанських працівників та активи, які зареєстровані в Гібралтарі. Угода також ускладнює реєстрацію резидентів Іспанії в Гібралтарі. Прямим наслідком цієї угоди стало те, що Іспанія виключила Гібралтар зі свого списку податкових гаваней .

## Угода про Brexit
18 жовтня 2018 року прем'єр-міністр Іспанії Педро Санчес оголосив, що він досяг угоди з Великою Британією, оголосивши Гібралтарський протокол «вирішеним». Він заявив, що уряд Іспанії не заперечуватиме проти виходу Сполученого Королівства з ЄС щодо ситуації, коли Гібралтар є британською заморською територією, яка тоді входила до ЄС. Було також домовлено, що будь-яка суперечка, яку Іспанія мала або може мати щодо суверенітету Гібралтару, не вплине на будь-яку майбутню торговельну угоду між Великою Британією та ЄС.
22 листопада 2018 року Педро Санчес пригрозив, що Іспанія накладе вето на Brexit, якщо іспанські занепокоєння щодо Гібралтару не будуть вирішені. Через два дні, у суботу 24 листопада, посол Великої Британії в ЄС сер Тім Барроу запевнив іспанське керівництво, що жодні майбутні торговельні угоди щодо Brexit не стосуватимуться ринку Гібралтару, що розчистило шлях для проходження угоди щодо Brexit. Угода, узгоджена в листопаді 2018 року, охоплювала Гібралтар, і територія також була включена в перехідні домовленості, які діяли до кінця 2020 року Проте угоди після перехідного періоду залишилися предметом переговорів між зацікавленими сторонами.

## Переговори щодо договору після Brexit
Домовленості про Brexit, узгоджені Великою Британією та ЄС 24 грудня 2020 року, не поширювалися на Гібралтар. Угода, досягнута 31 грудня 2020 року, дозволила Гібралтару приєднатися до Шенгенської зони в принципі, але угоду з цього питання ще не було узгоджено. Міністр закордонних справ Іспанії Аранча Гонсалес Лайя сказала, що вона очікує, що переговори та укладення договору займуть близько шести місяців, але тим часом Іспанія працюватиме над тим, щоб мобільність на кордоні була «якомога плавнішою». Було досягнуто домовленості про створення спеціального комітету для вирішення питань Гібралтару та ЄС, таких як вільне пересування людей і прикордонний контроль, до складу якого входили б лише представники Іспанії та Великої Британії.
31 грудня 2020 року уряд Іспанії та Великої Британії звернулися до президента Європейської комісії з проханням отримати мандат на створення договору про рух робочої сили та товарів, навколишнє середовище, права громадян, продовження визнання документів тощо Очікуваний шестимісячний графік не було дотримано, але 20 липня 2021 року Комісія ЄС запропонувала мандат із директивами для переговорів. Щоб продовжити офіційні переговори , Рада Європейського Союзу мала прийняти мандат і в жовтні 2021 року Рада схвалила мандат, що дозволило розпочати переговори. Оскільки до грудня 2021 року не було досягнуто офіційної угоди, між Іспанією та Гібралтаром було запроваджено декілька тимчасових сполучних заходів для взаємного визнання щодо водійських прав та охорони здоров'я. Тоді метою було укласти угоду до Великодня 2022 року, але переговори тривали протягом усього літа 2022 року

### Рух через кордон
31 грудня 2020 року Іспанія та Велика Британія досягли принципової угоди, згідно з якою Гібралтар приєднається до Шенгенської зони Європейського Союзу. Це розчистило шлях для Європейського Союзу та Великої Британії до початку офіційних переговорів з цього питання. Елементи запропонованої угоди:
- (Аеро)порти Гібралтару стають пунктами входу до Шенгенської зони, під відповідальність Іспанії[36]
- Прикордонний контроль здійснюватиметься персоналом Frontex[36]
- необмежений рух товарів
- домовленості у сфері «навколишнього середовища, рівні умови гри, координація соціального забезпечення, права громадян, дані та питання, пов'язані з безперервним визнанням документів»[36]
- відносини між Гібралтаром та Європейським Союзом у сферах компетенції ЄС
- Гібралтар може надати дозвіл на проживання за власним рішенням
- Візою для відвідування Гібралтару будуть шенгенські візи та безвізовий ETIAS
- Домовленості впроваджуються на «початковий період у чотири роки»[36]

6 жовтня 2021 року ЄС погодився розпочати офіційні переговори з Великою Британією, передбачаючи угоду щодо Гібралтару. Незабаром після цього почалися переговори. Вони тривали станом на лютий 2022 року, сподівалися, що вони завершаться навесні 2022 року Станом на липень 2022 року переговори тривали повільно (уповільнено кризою британського уряду), але графік невизначений.
30.06.2022 закінчилося продовження договору про взаємне медичне обслуговування. Це означає, що жителям Гібралтару потрібна туристична страховка, щоб отримати недорогу невідкладну медичну допомогу в Іспанії.